# Sergejs Potapkins
Sergejs Potapkins (ros. Сергей Потапкин, Siergiej Potapkin; ur. 30 listopada 1977) – łotewski polityk rosyjskiego pochodzenia, od 2011 poseł na Sejm XI i XII kadencji. 

## Życiorys
W 1998 ukończył studia bakalarskie z dziedziny ekonomii w Ryskim Uniwersytecie Lotniczym (Rīgas Aviācijas universitāte, RAU; aktualnie uczelnia nosi nazwę Instytutu Transportu i Telekomunikacji). W latach 2000–2009 zatrudniony na stanowisku dyrektora departamentu w spółkach „ACME PLUS” i „LG Electronics”. Od 2008 pracował jako doradca ekonomiczny w Forum Bałtyckim („Baltijas forums”). Podjął także pracę jako dyrektor w spółce „BLP – Consulting”. 
W wyborach w 2010 bez powodzenia ubiegał się o mandat posła na Sejm X kadencji z listy Centrum Zgody (SC), rok później uzyskał mandat posła na Sejm XI kadencji z ryskiej listy SC. W wyborach w 2014 z powodzeniem ubiegał się o reelekcję z listy Socjaldemokratycznej Partii „Zgoda”. 
Jest członkiem władz stowarzyszeń „Dzintara Līga” („Liga Bursztynowa”), „Dzintara sirds” („Bursztynowe Serce”) oraz „Rīgas Futbola Federācija” („Ryska Federacja Piłki Nożnej”). 
Żonaty, ma dwoje dzieci.